# Sośnicowice
Sośnicowice est une ville de Pologne, située dans le sud du pays, dans la voïvodie de Silésie. Elle est le siège de la gmina de Sośnicowice, dans le powiat de Gliwice.